# 绿汁江大桥
绿汁江大桥是中国云南省 玉楚高速跨过绿汁江的一座桥梁，连接了玉溪市易门县绿汁镇（东岸）和楚雄彝族自治州双柏县大庄镇（西岸）。该桥全长798米（一说813米），塔柱总高156米，桥面为双向四车道，设计时速100公里，是玉楚高速的重点控制工程，也是世界倾角最大的隧道式锚碇悬索桥，其倾角为54°，2022年完工通车。

## 特点
绿汁江大桥于易门县和双柏县间跨越绿汁江，整体处在V形峡谷内，两岸地形陡峭，主塔、引桥墩、隧道锚均位于高陡边坡上，施工场地狭小。媒体总结其“结构设计新颖和隧道锚施工难度大、钢箱梁制造吊装难度大、边坡防护施工难度大”。为应对复杂工程环境，大桥两岸锚碇均采用隧锚碇结构形式。大桥主塔为双塔门式框架结构，两岸均直接与隧道连接。
据该项目负责人岳万友介绍，大桥桥面距拼装场高差达320米，约100余层楼高，“尤其是楚雄岸27号梁段，架设方式为分离式钢箱梁入洞滑移架设，施工难度国内罕见。”大桥钢梁共分61个节段，钢箱梁总重约1万吨，重量相当于一座埃菲尔铁塔，最大单节段吊重超过180吨。
据媒体报道，该桥是中华人民共和国首座单塔单跨钢箱梁悬索桥，同时也创下三个“世界第一”：
- 世界上第一座单塔单跨钢箱梁悬索桥[11][8]
- 世界最大跨度单塔单跨悬索桥[6][7][10]
- 拥有世界悬索桥中隧道锚的最大倾角（54°）[4][8][10]

绿汁江大桥建成后，两岸的通行时间由原来的1.5小时缩短为两分钟，改善大桥两岸地区基础设施落后的局面，让沿江两岸的绿汁镇、大庄镇群众交流沟通和经济发展直接受益，对推进滇中地区经济社会发展，打造绿汁江红河谷热区经济带等起到促进作用。

## 历史
2017年5月28日，中铁大桥局玉楚TJ-13标项目部第一批工作人员来到绿汁镇，用时3个多月，建设起项目部驻地。
2019年1月22日上午8时58分，玉楚高速公路绿汁江大桥玉溪岸隧道锚仰坡开挖动工，标志着绿汁江大桥主体工程正式开工。开工时间一说为4月1日。
2020年11月10日，绿汁江大桥塔柱封顶。
2021年11月20日，玉楚高速公路绿汁江大桥首片钢箱梁架设成功。
2022年3月9日上午11时18分，绿汁江大桥合龙。同年5月25日，大桥正式启动浇注式沥青混凝土施工，标志着绿汁江大桥进入最后施工阶段。8月26日，绿汁江大桥通车。

## 其他
玉溪日报社记者崔永红拍摄的《绿汁江大桥加紧施工》于2021年12月22日刊登于《玉溪日报》，后入围第32届中国新闻奖初评，参评中国新闻奖基础类新闻摄影。